# Coraebosoma manilense
Coraebosoma manilense – gatunek chrząszcza z rodziny bogatkowatych, podrodziny Agrilinae i plemienia Coraebini.

## Taksonomia
Gatunek ten został opisany w 1923 przez Jana Obenbergera. Nazwa gatunkowa pochodzi od miejsca jego występowania.

## Opis
Spośród innych przedstawicieli rodzaju Coraebosoma chrząszcz ten wyróżnia się górną powierzchnią ciała ze zgrupowaniami szczecinek w małe łatki w liczbie kilku, głową i przedpleczem niebieskawo-fioletowymi, a pokrywami ciemno zielono-złotymi oraz stosunkiem długości do szerokości ciała powyżej 2,9.

## Występowanie
Gatunek ten jest endemitem Filipin, znanym dotąd jedynie z wyspy Luzon.